# أحمد وصفي
اللواء أركان حرب أحمد وصفي قائد عسكري مصري. تولى سابقاً قيادة الجيش الثاني الميداني وهيئة تدريب القوات المسلحة. ويشغل حالياً منصب مساعد وزير الدفاع.

## التأهيل العسكري
- حصل على بكالوريوس العلوم العسكرية من الكلية الحربية
- ماجستير العلوم العسكرية

## حياته المهنية
- رئيس أركان الجيش الثاني الميداني
- قائد الجيش الثاني الميداني في يوليو 2012.[2]
- رئيس هيئة تدريب القوات المسلحة في مارس 2014.[3]
- مساعد وزير الدفاع في مايو 2017.[1]